# Station Twardów Mijanka
Station Twardów Mijanka is een spoorwegstation in de Poolse plaats Twardów.